# La Puebla de Roda
La Puebla de Roda ist der Hauptort der spanischen Gemeinde Isábena in der Provinz Huesca in Aragonien.

## Geografie
Der Ort in den Pyrenäen befindet sich im Tal des Río Isábena. Er ist über die Landstraße A-1605 zu erreichen.

## Geschichte
Im Jahr 1964 schlossen sich die Gemeinden Puebla de Roda und Roda de Isábena zur neuen Gemeinde Isábena zusammen.

## Sehenswürdigkeiten

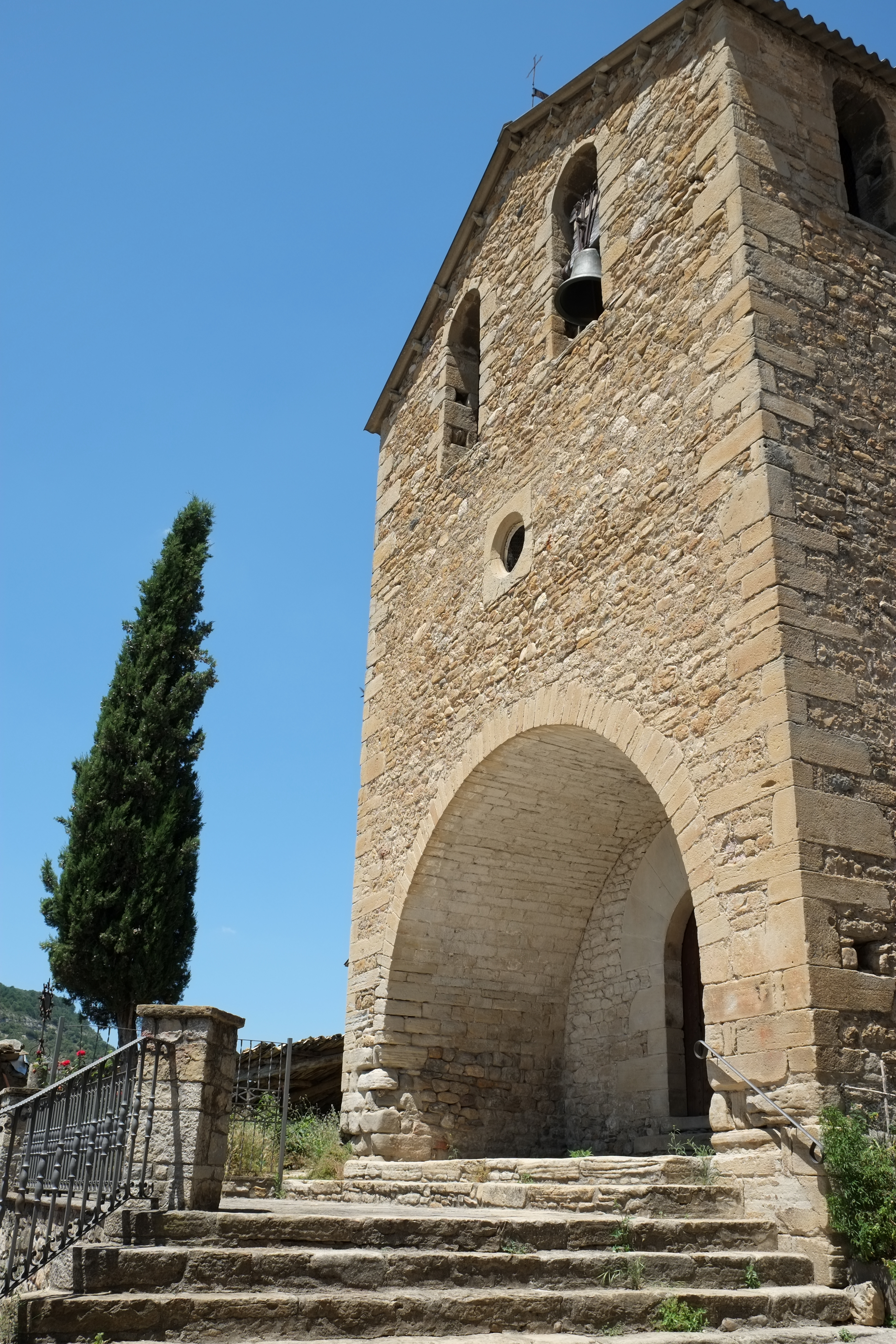
Kirche Santiago

- Pfarrkirche Santiago (Bien de Interés Cultural)
- Mittelalterliche Brücke Puente de la Luz (Bien de Interés Cultural)
- Casa Salinas (Bien de Interés Cultural)
- Haus Abadía, erbaut im 16. Jahrhundert (Bien de Interés Cultural)
- Ermita de la Piedad
- Ermita de Pedruy